# Darnac
Darnac är en kommun i departementet Haute-Vienne i regionen Nouvelle-Aquitaine i västra Frankrike. Kommunen ligger i kantonen Le Dorat som tillhör arrondissementet Bellac. År 2018 hade Darnac 377 invånare.

## Befolkningsutveckling
Antalet invånare i kommunen Darnac
| Referens: INSEE |